# Chantagem
Chantagem é um ato ou prática imoral ou criminosa que consiste em ameaçar revelar coisas ou informações sobre uma pessoa, um grupo, corporação, etc. a não ser que a pessoa ameaçada cumpra exigências, geralmente para proveito próprio, feitas pelo ameaçador. Pode-se definir a chantagem como sendo uma situação onde a primeira parte (quem faz a chantagem) exerce um processo de pressão e/ou tortura mental sobre a segunda parte (quem sofre a chantagem) a fim de receber dessa algo de seu interesse, visto que a segunda pessoa não poderá (ou terá vontade de) consentir, senão a coisa ou informação guardada pelo chantagista será revelada para um determinada pessoa, ou até mesmo corporações, polícia ou público em geral.
Existem diversos tipos de chantagem conhecidos, dentre os quais a chantagem emocional (onde a primeira parte ameaça atentar até mesmo contra a própria vida caso a segunda não ceda às suas exigências).
Teoricamente, chantagem não deve ser confundida com extorsão, processo ao qual recebe-se dinheiro ou outro bem material por sob coerção física, psicológica ou até mesmo seqüestro ou outro meio não menos criminoso, no entanto a diferenciação pétrea que separa  esses dois crimes estão cada vez mais aproximados. A extorsão precisa de uma complementação por trás (como sequestro, tortura ou qualquer outra forma de coação) enquanto a chantagem dispensa completamente qualquer imposição.
Na maioria das vezes, chantagem é o processo em que uma pessoa (chantagista) faz com que outra (chantageado) faça algo para ela por meio do medo, geralmente para não revelar um segredo ou algum outro dado que possa ser comprometedor.
O termo chantagem vem do francês chanter, isto é, cantar. Da gíria de malandros passou para a linguagem jurídica. Na realidade, quem canta é a vítima sob ameaça.